# Chaenorhinum tenellum
Chaenorhinum tenellum là một loài thực vật có hoa trong họ Mã đề. Loài này được Antonio José Cavanilles mô tả khoa học đầu tiên năm 1793 dưới danh pháp Antirrhinum tenellum. Năm 1870 Johan Martin Christian Lange chuyển nó sang chi Chaenorhinum.

## Phân bố
Loài này là bản địa vùng núi Ayora, Valencia, Tây Ban Nha.